# Achel
Koordinaten: 51° 17′ 55,6″ N, 5° 29′ 18,9″ O

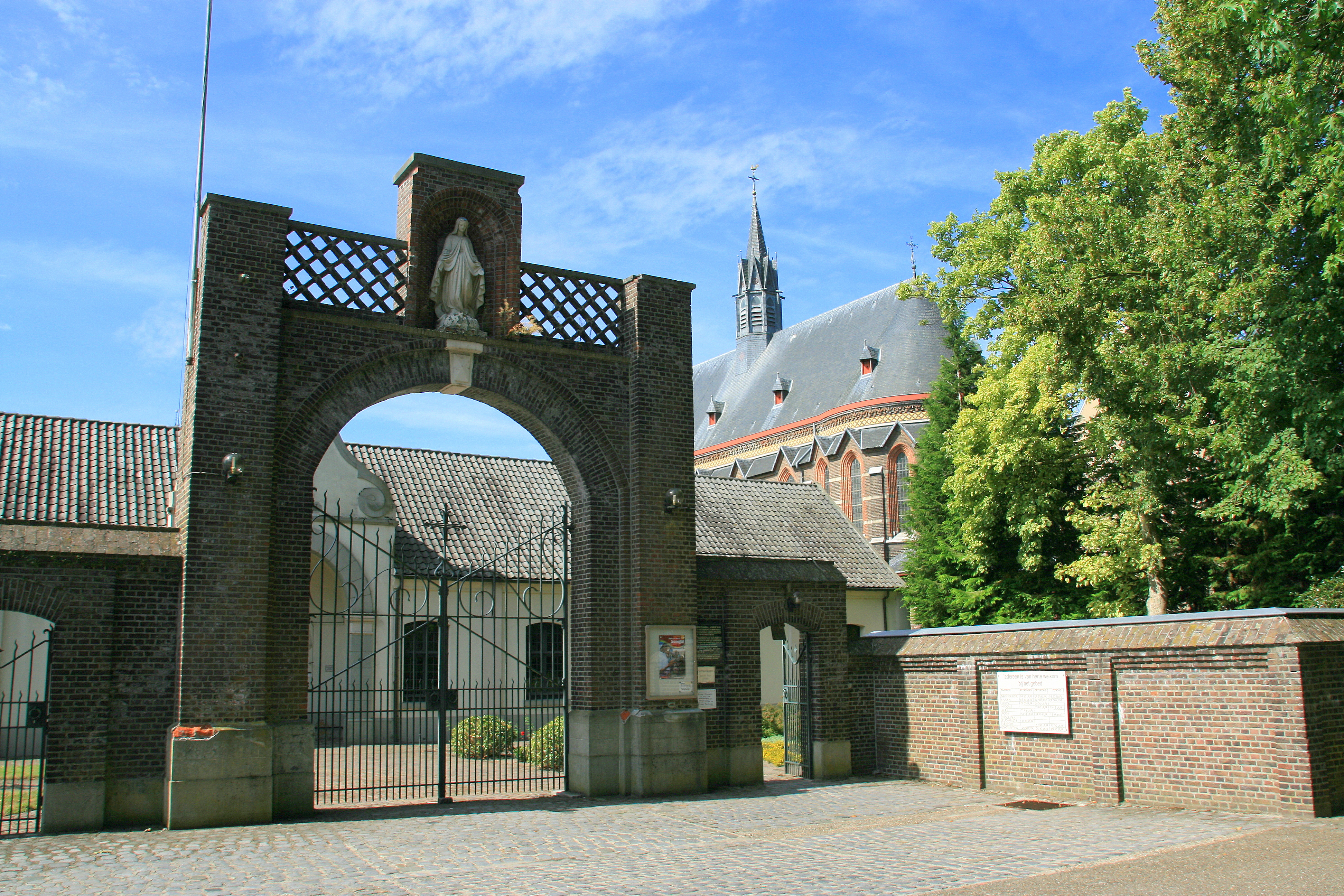
Trappistenabtei St. Benedictus Achel

Achel ist eine ehemalige Trappistenabtei (St. Benedictus-Abdij; dt. Abtei Sankt Benedikt; lat. Abbatia B. M. de Sancto Benedicto) in Achel (Provinz Limburg), in der das gleichnamige belgische Trappistenbier gebraut wird.

## Kloster- und Brauereigeschichte
Erstmals erwähnt wurde Achel 1648, als niederländische Mönche dort eine Kapelle errichteten. 1686 wurde diese Kapelle zu einer Eremitage erweitert, die allerdings in den Jahren der Französischen Revolution der Zerstörung anheimfiel.
Erst im Jahr 1844 wurde das Kloster von Trappisten-Mönchen aus der Abtei Westmalle am Ort der 1794 aufgehobenen Einsiedelei wieder aufgebaut und 1846 eröffnet. Zugleich nahm man die Landwirtschaft wieder auf.
Am 12. Juli 1850 erteilte König Leopold I. dem Kloster die Genehmigung, Bier zum Eigenbedarf zu brauen. Zwei Jahre später wurde das erste Bier, Patersvaatje, gebraut.

1871 wurde das Kloster zur Abtei erhoben und das Bierbrauen wurde zu einer regelmäßigen Aktivität.

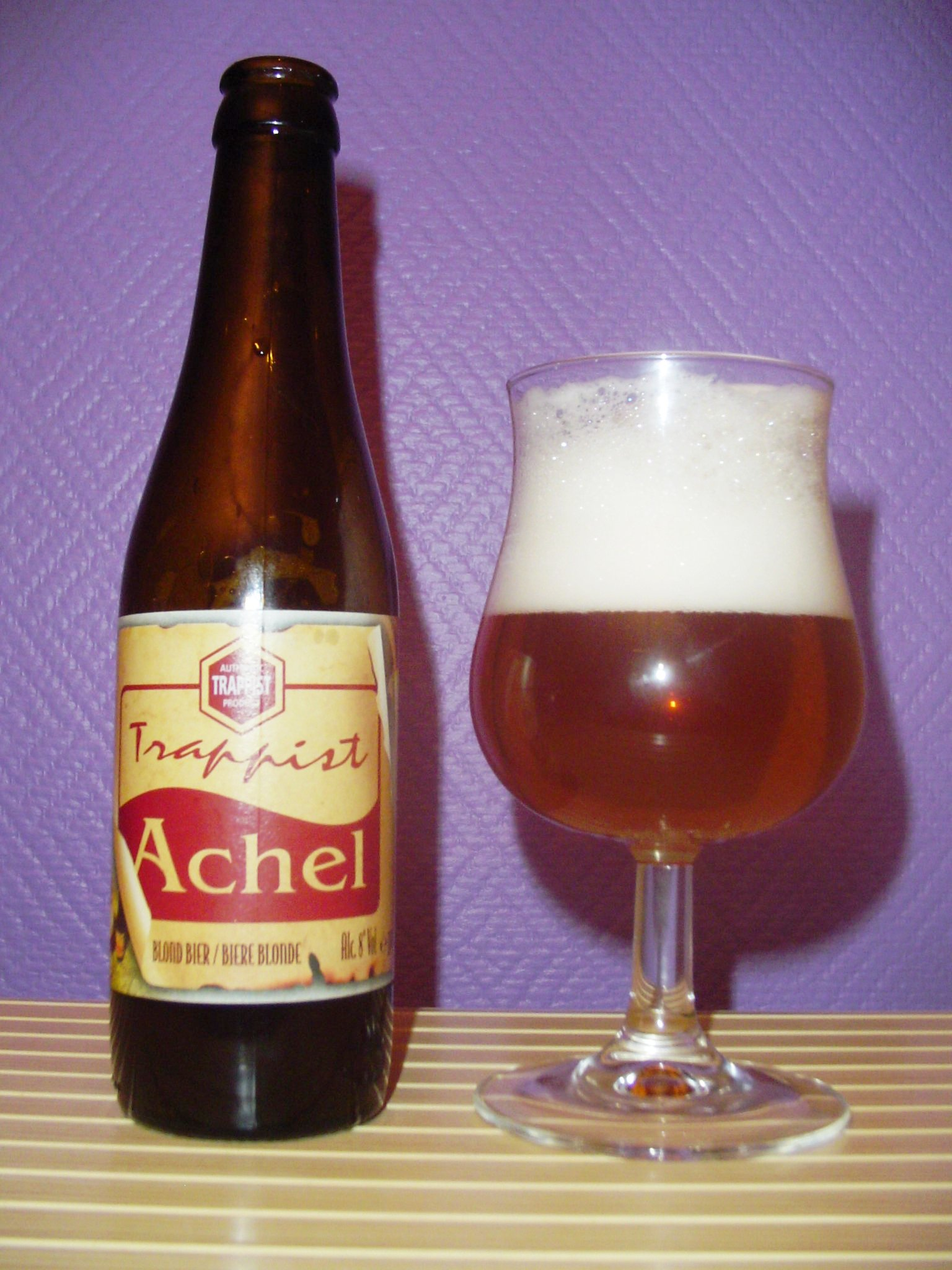
Flasche und Glas Achel

1914 mussten die Acheler Trappistenmönche vor der deutschen Besatzung im Ersten Weltkrieg flüchten. Die Besatzer zerstörten 1917 die Klosterbrauerei, um so circa 700 kg Kupfer zu erbeuten.
Nach Kriegsende erbaute man in den Jahren 1945 bis 1949 eine neue Abteikirche, aber erst 1998 beschlossen die Mönche die Brauerei wieder zu errichten. Dies geschah mit Hilfe von Trappisten aus Westmalle und Rochefort. 2011 wurde der Konvent aufgelöst. Das Kloster wurde bis 2018 von Westmalle verwaltet. Seit 2018 beherbergt es eine Gemeinschaft der Fazenda da Esperança.

## Biersorten
Die Brauerei stellt derzeit zwei Fassbiere her (Hell 5 %, Dunkel 5 %), sowie seit 2001 drei Flaschenbiere (Tripel 8 %, Dunkel 8 %, Dunkel Extra 9,5 %). Die Abfüllung wird in der Brauerei BIOS-Van Steenberge, in Ertvelde durchgeführt.
Der Jahresausstoß beträgt ca. 6.300 hl, somit war Achel 2018 die kleinste der Trappistenbrauereien. Der Verkaufserlös kommt dem Kloster und karitativen Einrichtungen zugute.
Achel verlor den Status als „authentisches Trappistenbier“ 2021, weil das Bier nicht mehr von Trappistenmönchen gebraut wurde. In Belgien dürfen derzeit nur fünf Trappistenbiere das gesetzlich geschützte Label Authentic Trappist Product der Internationalen Trappistenvereinigung tragen: Westvleteren, Chimay, Orval, Rochefort und Westmalle.